# Марамыгин, Валентин Георгиевич
Валентин Георгиевич Марамыгин (1 января 1948, Казань) — советский футболист, защитник и полузащитник. Сыграл более 300 матчей за казанский «Рубин».

## Биография
С 8-летнего возраста занимался в группе подготовки футболистов «Рубина», тренеры — Григорий Григорьевич Руненков, Юрий Степанович Марков. Был капитаном дублирующего состава команды. Призывался в юниорскую сборную РСФСР.
Дебютировал в составе «Рубина» в 1966 году, сыграв за сезон единственный матч в первой лиге. С 1968 года стал регулярно играть за основной состав команды. Долгое время был капитаном команды. В 1969 году включался в список 22-х лучших футболистов первого дивизиона. По итогам сезона 1971 года вместе с клубом вылетел во вторую лигу, где спустя 3 года, в 1974 году стал серебряным призёром финального турнира второй лиги. С 1975 года снова выступал в первой лиге, но после очередного вылета, в 1977 году, был отчислен из команды.
Всего в составе клуба провёл 12 сезонов, по состоянию на середину 2010-х годов являлся рекордсменом клуба по числу сезонов наряду с Валерием Мартыновым и Сергеем Харламовым, при этом Марамыгин единственный из них, кто провёл в клубе 12 сезонов подряд. Всего в первенствах СССР в первой и второй лигах провёл 332 матча, забив 14 голов и занимает четвёртое место по числу матчей в клубной истории советского периода.
После ухода из «Рубина» некоторое время играл в первенстве города Казани за «Электрон», был играющим тренером команды.

## Личная жизнь
Женат на уроженке Калининграда, после окончания карьеры семья перебралась в этот город. Был моряком, также работал тренером команды «Мортрансфлот», позднее — детским тренером. Сыновья тоже занимались футболом — Георгий (род. 1970) судил матчи низших лиг, а Александр (род. 1979) выступал на позиции вратаря за любительские клубы Калининграда.